# Фронтон (Тексас)
Фронтон (енгл. Fronton) насељено је место без административног статуса у америчкој савезној држави Тексас.

## Демографија
По попису из 2010. године број становника је 180, што је 419 (-69,9%) становника мање него 2000. године.
| Група             | 2000.       | 2010.        |
| Белци             | 24 (4,0%)   | 0 (0,0%)     |
| Афроамериканци    | 0 (0,0%)    | 0 (0,0%)     |
| Азијати           | 0 (0,0%)    | 0 (0,0%)     |
| Хиспаноамериканци | 575 (96,0%) | 180 (100,0%) |
| Укупно            | 599         | 180          |